# 衣通郎姬
衣通郎姬（そとおりひめ，生卒年不详）為日本第十五代天皇应神天皇的孙女，19代天皇允恭天皇的皇后忍坂大中姬之妹，又稱衣通郎姬、衣通郎女、衣通王。根據《日本书纪》记载，衣通姬是一絕色美女，允恭天皇因其美貌而纳入后宫。然衣通姬惧怕皇后的妒嫉，搬出宫外居住。天皇趁行猎时偷偷与其相会，之后受到皇后的劝谏而作罢。
另允恭天皇之女轻大娘皇女因其美貌亦别名为「衣通姬」，按「衣通」乃指「光彩可透过衣缝」，为当时对美人的泛称。